# Jugendarrestanstalt Göppingen
In der Jugendarrestanstalt Göppingen wird der Jugendarrest vollstreckt. Sie ist eine von zwei Jugendarrestanstalten des Landes Baden-Württemberg und befindet sich in Göppingen.

## Geschichte des Gebäudes
Das Gebäude wurde in der zweiten Hälfte des 16. Jahrhunderts errichtet. Es diente als Marstall des Schlosses Göppingen. Die Portale des Gebäudes weisen spitze Bögen auf, was auf gotische Einflüsse schließen lässt. Im Jahre 1782 entging es der Vernichtung durch einen Stadtbrand, der das übrige Göppingen fast vollständig zerstörte.

## Zuständigkeit
In der Jugendarrestanstalt Göppingen verbüßen männliche und weibliche Personen, die zwischen 14 und 21 Jahren verurteilt wurden, ihren Jugendarrest. Das kann in Form von Freizeitarrest (am Wochenende), Kurzarrest (bis zu vier Tage auch unter der Woche) oder Dauerarrest (eine bis vier Wochen) geschehen. Die örtliche Zuständigkeit ergibt sich aus dem Vollstreckungsplan für das Land Baden-Württemberg.

## Betreuung
Für die Betreuung stehen, neben den Justizvollzugsbeamten und einem Sozialarbeiter, nebenamtliche Mitarbeiter zur Verfügung. Auch externe Ansprechpartner kümmern sich um die Arrestierten, etwa zur Berufs- oder Suchtberatung.

## Kapazität und Unterbringung
Die Anstalt bietet maximal 29 Personen Platz. In der Regel sind die Arresträume zur Einzelbelegung vorgesehen.

## Freizeit
In ihrer Freizeit können die Arrestierten verschiedenen Aktivitäten nachgehen. So können sie die kleine Bibliothek nutzen oder sich sportlich betätigen. Die Anstalt verfügt über eine kleine Sporthalle mit Tischtennisplatten und anderen Geräten sowie über ein Kleinspielfeld im Freien.

## Arbeit
Die Arbeitspflicht bezieht sich auf die Erhaltung von Sauberkeit und Ordnung in der eigenen Zelle, aber auch auf dem gesamten Gelände. 